# Coryneliopsis
Coryneliopsis är ett släkte av svampar. Coryneliopsis ingår i familjen Coryneliaceae, ordningen Coryneliales, klassen Eurotiomycetes, divisionen sporsäcksvampar och riket svampar.
|               | Corynelia                                                                             |
|               |                                                                                       |
|               | Bicornispora                                                                          |
|               |                                                                                       |
|               | Caliciopsis                                                                           |
|               |                                                                                       |
|               | Coryneliospora                                                                        |
|               |                                                                                       |
| Coryneliopsis | \| \| Coryneliopsis antarctica \| \| \| \| \| \| Coryneliopsis cupulifera \| \| \| \| |
|               | \| \| Coryneliopsis antarctica \| \| \| \| \| \| Coryneliopsis cupulifera \| \| \| \| |
|               | Tripospora                                                                            |
|               |                                                                                       |
|               | Lagenulopsis                                                                          |
|               |                                                                                       |
|               | Fitzpatrickella                                                                       |
|               |                                                                                       |
|               | Coryneliopsis antarctica                                                              |
|               |                                                                                       |
|               | Coryneliopsis cupulifera                                                              |
|               |                                                                                       |

|  | Coryneliopsis antarctica |
|  |                          |
|  | Coryneliopsis cupulifera |
|  |                          |